# Krista Pärmäkoski
Krista Pärmäkoski, född Lähteenmäki 12 december 1990 i Ikalis, är en finländsk längdskidåkare. Hon tävlade för första gången i världscupen den 29 november 2008 i Kuusamo.
Under sin karriär har Pärmäkoski samlat sex segrar och 37 pallplatser, och därmed är hon en av de mest framgångsrika finska längdskidåkarna i världscupen. Hon har slutat på fjärde plats tre gånger i Tour de Ski. I Tour de Ski 2016/2017 slutade hon på andra plats efter Heidi Weng och före Sveriges Stina Nilsson.
I världsmästerskapen har Pärmäkoski vunnit en individuell medalj, ett silver från skiathlon i Lahtis 2017, och sex stafettmedaljer. I stafetterna har hon ofta åkt slutsträckorna, särskilt framgångsrikt i Oberstdorf 2019 där hon garanterade Finland bronsmedaljen med att vinna över Jessie Diggins i slutspurten.
Pärmäkoski vann sin första OS-medalj, en silvermedalj, i stafetten i Sotji. OS i Pyeongchang år 2018 var framgångsrikt för Pärmäkoski som vann en medalj på alla tre distanslopp. Hennes brons från 10 km fristil var en ovanlig delad medalj: båda hon och Marit Bjørgen kom till mål med en tid av 25.32,4. I Beijing 2022 vann hon igen brons på 10 kilometer, denna gång i klassisk stil. Tävlingen var spännande: Pärmäkoski vann bronsmedaljen med bara 0,1 sekunder framför Natalja Neprjajeva.

## Resultat

### Världscupen

#### Individuella pallplatser
Pärmäkoski har 37 individuella pallplatser i världscupen: 6 segrar, 17 andraplatser och 14 tredjeplatser.
| Säsong  | Datum            | Plats              | Disciplin                   | Placering |
| ------- | ---------------- | ------------------ | --------------------------- | --------- |
| 2010/11 | 1 januari 2011   | Oberhof            | 10 km jaktstart (K)         | 2:a       |
| 2012/13 | 4 januari 2013   | Val di Fiemme      | 3 km individuell start (K)  | 2:a       |
| 2012/13 | 5 januari 2013   | Val di Fiemme      | 10 km masstart (K)          | 3:a       |
| 2015/16 | 20 december 2015 | Toblach            | 10 km individuell start (K) | 2:a       |
| 2015/16 | 11 mars 2016     | Lake Louise        | 10 km individuell start (F) | 3:a       |
| 2015/16 | 12 mars 2016     | Canmore            | 10 km jaktstart (K)         | 1:a       |
| 2016/17 | 27 november 2016 | Ruka               | 10 km individuell start (K) | 2:a       |
| 2016/17 | 4 december 2016  | Lillehammer        | 10 km jaktstart (K)         | 1:a       |
| 2016/17 | 4 december 2016  | Nordiska öppningen | Slutresultat                | 3:a       |
| 2016/17 | 10 december 2016 | Davos              | 15 km individuell start (F) | 3:a       |
| 2016/17 | 1 januari 2017   | Val Müstair        | 5 km masstart (K)           | 3:a       |
| 2016/17 | 6 januari 2017   | Val Müstair        | 5 km individuell start (F)  | 2:a       |
| 2016/17 | 8 januari 2017   | Tour de Ski        | Slutresultat                | 2:a       |
| 2016/17 | 21 januari 2017  | Ulricehamn         | 10 km individuell start (F) | 2:a       |
| 2016/17 | 8 mars 2017      | Drammen            | Sprint (K)                  | 2:a       |
| 2016/17 | 12 mars 2017     | Oslo               | 30 km masstart (K)          | 2:a       |
| 2016/17 | 18 mars 2017     | Québec             | 10 km masstart (K)          | 3:a       |
| 2017/18 | 2 december 2017  | Lillehammer        | Sprint (K)                  | 2:a       |
| 2017/18 | 10 december 2017 | Davos              | 10 km individuell start (F) | 3:a       |
| 2017/18 | 4 januari 2018   | Oberstdorf         | 10 km masstart (F)          | 3:a       |
| 2017/18 | 6 januari 2018   | Val di Fiemme      | 10 km masstart (K)          | 2:a       |
| 2017/18 | 21 januari 2018  | Planica            | 10 km individuell start (K) | 1:a       |
| 2017/18 | 4 mars 2018      | Lahtis             | 10 km individuell start (K) | 1:a       |
| 2017/18 | 17 mars 2018     | Falun              | 10 km masstart (K)          | 1:a       |
| 2018/19 | 16 december 2018 | Davos              | 10 km individuell start (F) | 3:a       |
| 2018/19 | 6 januari 2019   | Val di Fiemme      | 9 km jaktstart (F)          | 2:a       |
| 2018/19 | 6 januari 2019   | Tour de Ski        | Slutresultat                | 3:a       |
| 2018/19 | 24 mars 2019     | Québec             | 10 km jaktstart (F)         | 2:a       |
| 2019/20 | 30 november 2019 | Ruka               | 10 km individuell start (K) | 2:a       |
| 2019/20 | 23 februari 2020 | Trondheim          | 15 km jaktstart (K)         | 3:a       |
| 2019/20 | 29 februari 2020 | Lahtis             | 10 km individuell start (K) | 3:a       |
| 2021/22 | 3 januari 2022   | Val di Fiemme      | 10 km masstart (K)          | 3:a       |
| 2021/22 | 27 februari 2022 | Lahtis             | 10 km individuell start (K) | 3:a       |
| 2021/22 | 27 februari 2022 | Oslo               | 30 km masstart (K)          | 2:a       |
| 2022/23 | 3 januari 2023   | Oberstdorf         | 10 km individuell start (K) | 2:a       |
| 2022/23 | 4 januari 2023   | Oberstdorf         | 20 km jaktstart (F)         | 2:a       |
| 2023/24 | 2 mars 2024      | Lahtis             | 20 km individuell start (K) | 1:a       |

### Olympiska spel
| Tävling          | 10 km | Skiathlon | 30 km  | Sprint | Stafett | Lagsprint |
| ---------------- | ----- | --------- | ------ | ------ | ------- | --------- |
| Vancouver 2010   | 52:a  | —         | 25:e   | —      | —       | —         |
| Sotji 2014       | 10:e  | 13:e      | 18:e   | —      | Silver  | —         |
| Pyeongchang 2018 | Brons | Brons     | Silver | 9:e    | 4:e     | 5:e       |
| Peking 2022      | Brons | 7:e       | —      | —      | 4:e     | —         |

### Världsmästerskap
| Tävling            | 10 km | Skiathlon | 30 km | Sprint | Stafett | Lagsprint |
| ------------------ | ----- | --------- | ----- | ------ | ------- | --------- |
| Liberec 2009       | 37:e  | —         | —     | —      | —       | —         |
| Oslo 2011          | 5:e   | 31:a      | 11:e  | 16:e   | Brons   | Silver    |
| Val di Fiemme 2013 | 15:e  | 8:e       | DNF   | 14:e   | —       | Brons     |
| Falun 2015         | 20:e  | 23:e      | —     | —      | Brons   | —         |
| Lahtis 2017        | 7:e   | Silver    | 6:e   | —      | Brons   | —         |
| Seefeld 2019       | 4:e   | 8:e       | 11:e  | —      | 6:e     | 7:e       |
| Oberstdorf 2021    | 13:e  | 13:e      | 8:e   | —      | Brons   | 7:e       |
| Planica 2023       | 17:e  | 6:e       | 15:e  | —      | 4:e     | 6:e       |